# 이헌진
이헌진(1935년 5월 18일~)은 대한민국의 정치인이다. 제2대 인천광역시 계양구청장을 지냈다.

## 역대 선거 결과
|  | 39.10% |

|  | 17.49% |

| 전임 백세열 | 제2대 인천광역시 계양구청장 1995년 7월 1일~1998년 6월 30일 | 후임 이익진 |